# المدققون (مسلسل)
المدققون (بالكورية: 감사합니다) هو مسلسل تلفزيوني كوري جنوبي، من بطولة شين ها-كيون، لي جونغ-ها، جين جو، جو ا-رام. عرض على قناة تي في ان في 6 يوليو الى 11 اغسطس 2024، بث ايام السبت والاحد بتوقيت 21:20 (KST).

## ملخص
يروي المدققون قصة قائد فريق تدقيق موهوب وموظف جديد شاب يعملان معًا للكشف عن الفساد المنتشر في الشركة.

## طاقم
- شين ها-كيون في دور شين تشا إيل[3][5]

رئيس مكتب التدقيق في شركة جاي يو للإنشاءات.
- لي جونغ-ها في دور جو هان سو[3][6]

موظف جديد طيب القلب في مكتب التدقيق.
- جين جو في دور هوانج داي وونج[3][5][7]

نائب رئيس شركة جاي يو للإنشاءات.
- جو آ رام في دور يون سيو جين[3][8]

عضوة مكتب التدقيق في شركة JU للإنشاءات.
- جونغ مون-سونغ في دور هونغ سي-ونج[9]

الرئيس التنفيذي جاي يو للإنشاءات.

### ظهور خاص
- هونغ سو هيون في دور يو مي-كيونغ[10]

## الإنتاج
المسلسل من كتابة تشوي مين-هو الذي كتب بونغ، الطبيب النفسي في جوسون (2022). ومن تخطيط استوديو دراغون وانتاجه بتعاون مع فيلكون استوديو.

## المشاهدات
| الموسم | الموسم | رقم الحلقة | رقم الحلقة | رقم الحلقة | رقم الحلقة | رقم الحلقة | رقم الحلقة | رقم الحلقة | رقم الحلقة | رقم الحلقة | رقم الحلقة | رقم الحلقة | رقم الحلقة | المتوسط |
| الموسم | الموسم | 1          | 2          | 3          | 4          | 5          | 6          | 7          | 8          | 9          | 10         | 11         | 12         | المتوسط |
| ------ | ------ | ---------- | ---------- | ---------- | ---------- | ---------- | ---------- | ---------- | ---------- | ---------- | ---------- | ---------- | ---------- | ------- |
|        | 1      | 0.927      | 1.326      | 1.220      | 1.686      | 1.324      | 1.787      | 1.507      | 1.750      | 1.194      | 1.568      | 1.598      | 2.143      | 1.503   |

| الحلقات | تاريخ البث    | تقييمات نيلسن كوريا | تقييمات نيلسن كوريا |
| الحلقات | تاريخ البث    | على الصعيد الوطني   | سيئول               |
| ------- | ------------- | ------------------- | ------------------- |
| 1       | 6 يوليو 2024  | 3.514%              | 3.371%              |
| 2       | 7 يوليو 2024  | 5.902%              | 6.523%              |
| 3       | 13 يوليو 2024 | 5.262%              | 5.688%              |
| 4       | 14 يوليو 2024 | 7.213%              | 7.277%              |
| 5       | 20 يوليو 2024 | 5.943%              | 6.418%              |
| 6       | 21 يوليو 2024 | 7.314%              | 7.492%              |
| 7       | 27 يوليو 2024 | 6.698%              | 6.298%              |
| 8       | 28 يوليو 2024 | 7.789%              | 8.168%              |
| 9       | 3 أغسطس 2024  | 5.463%              | 5.958%              |
| 10      | 4 أغسطس 2024  | 7.114%              | 7.236%              |
| 11      | 10 اغسطس 2024 | 7.307%              | 7.266%              |
| 12      | 11 اغسطس 2024 | 9.543%              | 10.126%             |
| متوسط   | متوسط         | 6.589%              | 6.818%              |

## الإشادات

### القوائم
| الناشر                    | السنة | القائمة                      | المركز        | م.     |
| ------------------------- | ----- | ---------------------------- | ------------- | ------ |
| جريدة جنوب الصين الصباحية | 2024  | أفضل 15 مسلسل كوري لعام 2024 | المركز السابع | [ 12 ] |

## روابط خارجية
- الموقع الرسمي
 (بالكورية)
- المدققون على موقع IMDb (الإنجليزية)
- المدققون على موقع قاعدة بيانات الفيلم (الإنجليزية)
- المدققون على هانسينما